# Huang Lisha
Huang Lisha (chinois : 黄丽莎 ; pinyin : Huáng Lìshā), née le 10 septembre 1988 à Shijiazhuang, est une athlète handisport chinoise concourant dans la catégorie T53 pour les athlètes en fauteuil roulant.

## Biographie
Enfant, elle perd l'usage de ses jambes à la suite d'une poliomyélite,.
Sextuple championne paralympique, elle remporte la médaille d'or du 100 m T53 lors des Jeux de Pékin, des Jeux de Londres et lors des Jeux de Rio. En 2008, elle remporte sa première médaille d'or olympique en 16 s 22 sur le 100 m T53. Quatre ans plus tard, elle conserve son titre paralympique en battant sa compatriote Zhou Hongzhuan et l'Australienne Angela Ballard. Lors des Jeux de 2016, le podium est le même qu'à Londres, Huang remportant sa troisième médaille d'or consécutive. Elle réitère l'exploit en conservant son titre sur le 200 m T53 sur deux paralympiades de suite, et remportant aussi l'or sur le 4 x 100 m avec ses compatriotes.
A Doha au Qatar en 2015, lors des Championnats du monde handisport, elle remporte l'or sur le 100 m T53 devant la Turque Hamide Kurt et la Bermudienne Jessica Cooper Lewis puis le bronze sur le 400 m T53 derrière l'Australienne Angela Ballard et sa compatriote Zhou Hongzhuan.

## Palmarès

### Jeux paralympiques
- Jeux paralympiques d'été de 2008 à Pékin ( Chine) :
  -  médaille d'or du 100 m T53
  -  médaille d'or du 200 m T53
  -  médaille d'or du 4 x 100 m T53
- Jeux paralympiques d'été de 2012 à Londres ( Royaume-Uni) :
  -  médaille d'or du 100 m T53
  -  médaille d'or du 800 m T53
  -  médaille d'or du 400 m T53
- Jeux paralympiques d'été de 2016 à Rio de Janeiro ( Brésil) :
  -  médaille d'or du 100 m T53